# Unterseeboot 1014
L'Unterseeboot 1014 ou U-1014 est un sous-marin allemand (U-Boot) de type VIIC/41 utilisé par la Kriegsmarine pendant la Seconde Guerre mondiale.
Le sous-marin est commandé le 23 mars 1942 à Hambourg (Blohm + Voss), sa quille posée le 25 mars 1943, il est lancé le 30 janvier 1944 et mis en service le 14 mars 1944, sous le commandement de l'Oberleutnant zur See Wolfgang Glaser.
L'U-1014 n'endommage ni ne coule aucun navire au cours de l'unique patrouille (29 jours en mer) qu'il effectue.
Il est coulé par la Royal Navy dans l'Atlantique Nord en février 1945.

## Conception
Unterseeboot type VII, l'U-1014 avait un déplacement de 769 tonnes en surface et 871 tonnes en plongée. Il avait une longueur hors-tout de 67,10 m, un maître-bau de 6,20 m, une hauteur de 9,60 m et un tirant d'eau de 4,74 m. Le sous-marin était propulsé par deux hélices de 1,23 m, deux moteurs diesel Germaniawerft M6V 40/46 de 6 cylindres en ligne de 1 400 cv à 470 tr/min, produisant un total de 2 060 à 2 350 kW en surface et de deux moteurs électriques Brown, Boveri & Cie GG UB 720/8 de 375 cv à 295 tr/min, produisant un total 550 kW, en plongée. Le sous-marin avait une vitesse en surface de 17,7 nœuds (32,8 km/h) et une vitesse de 7,6 nœuds (14,1 km/h) en plongée. Immergé, il avait un rayon d'action de 80 milles marins (150 km) à 4 nœuds (7,4 km/h; 4,6 milles par heure) et pouvait atteindre une profondeur de 230 m. En surface son rayon d'action était de 8 500 milles nautiques (soit 15 700 km) à 10 nœuds (19 km/h).
L'U-1014 était équipé de cinq tubes lance-torpilles de 53,3 cm (quatre montés à l'avant et un à l'arrière) et embarquait quatorze torpilles. Il était équipé d'un canon de 8,8 cm SK C/35 (220 coups), d'un canon antiaérien de 20 mm Flak et d'un canon 37 mm Flak M/42 qui tire à 15 350 mètres avec une cadence théorique de 50 coups par minute. Il pouvait transporter 26 mines TMA ou 39 mines TMB. Son équipage comprenait 4 officiers et 40 à 56 sous-mariniers.

## Historique
Il passe son temps d'entraînement à la 31. Unterseebootsflottille jusqu'au 31 décembre 1944, puis il rejoint son unité de combat dans la 11. Unterseebootsflottille.
Le 19 mai 1944, un accident se produit lorsque l'U-1014 éperonne l'U-1015 pendant un exercice en mer Baltique à l'ouest de Pillau, à la position 55° 09′ 06″ N, 19° 11′ 06″ E. L'U-1015 coule causant la perte de trente-six sous-mariniers.
Le 16 septembre 1944, deux hommes d'équipage sont tués et trois autres blessés lors d'un raid aérien soviétique contre le port de Libau, en Lettonie.
L'U-1014 est équipé d'un schnorchel début 1945.
Sa première patrouille est précédée de courts passages de Kiel à Horten, Kristiansand et Bergen. Elle commence le 18 janvier 1945 au départ de Bergen pour les côtes britanniques.
Après seulement 18 jours en mer, le 4 février 1945, l'U-1014 est coulé dans le canal du Nord à l'est de Malin Head par des charges de profondeur des frégates britanniques HMS Loch Scavaig, HMS Nyasaland (en), HMS Papua (en) et HMNZS Taupo (en).
Les 48 membres d'équipage meurent dans cette attaque.
Innes McCartney localise l'épave en 2001. Elle repose par 70 mètres de profondeur à la position géographique 55° 17′ N, 6° 44′ O.

## Affectations
- 31. Unterseebootsflottille du 14 mars 1944 au 31 décembre 1944 (Période de formation).
- 11. Unterseebootsflottille du 1er janvier 1945 au 4 février 1945 (Unité combattante).

## Commandement
- Oberleutnant zur See Wolfgang Glaser du 14 mars 1944 au 4 février 1945.

## Patrouille(s)
|       | Commandant            | Départ           | Départ       | Arrivée         | Arrivée      | Jours    | Succès |
| ----- | --------------------- | ---------------- | ------------ | --------------- | ------------ | -------- | ------ |
|       | Oblt. Wolfgang Glaser | 30 décembre 1944 | Kiel         | 2 janvier 1945  | Horten       | 4 jours  |        |
|       | Oblt. Wolfgang Glaser | 8 janvier 1945   | Horten       | 9 janvier 1945  | Kristiansand | 2 jours  |        |
|       | Oblt. Wolfgang Glaser | 9 janvier 1945   | Kristiansand | 13 janvier 1945 | Bergen       | 5 jours  |        |
| 1     | Oblt. Wolfgang Glaser | 18 janvier 1945  | Bergen       | 4 février 1945  | Coulé        | 18 jours |        |
| Total | Total                 | Total            | Total        | Total           | Total        | 29 jours | 0 t    |

Note : Oblt. = Oberleutnant zur See